# 天使与魔鬼 (电影)
《天使與魔鬼》（英語：Angels & Demons），是根據丹·布朗同名小說改編的美國電影，於2009年5月14日起在全球陸續上映。雖然《天使與魔鬼》小說的故事背景與出版時間都早於《達文西密碼》，但導演朗·霍华德並沒有跟隨原著小說的出版次序，反而將《天使與魔鬼》電影版設定為《達文西密碼》的續集而非前傳。電影早前在羅馬及洛杉磯索尼影視片廠拍攝，湯·漢斯亦回歸《天使與魔鬼》再度飾演哈佛大學符號學教授羅柏·蘭登，其他參與演出的還有史戴倫·史柯斯嘉、伊万·迈克格雷戈、艾葉蕾特·祖兒、皮耶法蘭西斯柯·法維諾等人。

## 剧情
在神父西尔瓦诺·班提佛立欧和科學家维多利亚·威特拉的注视下，欧洲核子研究组织（CERN）启动大型强子对撞机，并捕捉到三小瓶反物质。過了不久，有人杀死西尔瓦诺，挖去了他的眼球，并用此眼球开启了放置反物质的密室，進而取走其中一小瓶反物质，而西尔瓦诺的胸膛還被烙上一個神祕的印記。
而在同一時間，天主教会正在为前任教皇之死而哀悼，世界各地樞機聚集在梵蒂冈，准备在西斯汀小堂举行秘密会议选举新任教皇。在教宗選舉結果出爐前，年轻的教皇内侍帕特里克·麥肯納代為履行管理羅馬教廷的职责。与此同时，一名自称属于光照派的绑架者绑架了參與教皇选举的四位樞機，并宣称会从晚上八点开始，每小时杀死一位樞機，最后在午夜用具有高爆炸性的反物质摧毀梵蒂冈。為了解決危機，教会便請來了對光明會有深刻研究的哈佛大學符號學教授罗伯特·兰登，以及來自CERN的维多利亚，希望透過他们的專業寻找被绑架的四位樞機，并找到光明會隐藏的反物质。
根據兰登之前的研究，光明會成員相信透過科學可以彰顯天主，但是卻遭到教會的打壓，用了很多激進的手法，把他們逼進地下化的狀態。兰登便推斷，光明會綁架樞機是為了報仇。而维多利亚也表示，被取走的反物質能維持到午夜，但之後會因為容器的電池沒電，讓反物質接觸到物質造成對消的效應，所釋放出來的能量會造成大災難。要解決這個問題，就必須找出盛裝反物質的容器，只要它剩下來的電還能撐超過五分鐘，就有機會可以換上新電池，並將其帶回CERN做進一步的處理。
兰登根据光明會传达的信息推断，四位樞機将在四个名為「土」、「氣」、「火」以及「水」的光明會科学祭坛依序被处决。为了寻找這四个祭坛的位置，兰登进入了梵蒂冈档案馆。在一本伽利略的书中，兰登找到了线索，便依此線索和梵蒂冈警察一同尋找祭坛，但是他們每次都慢了一步，只看到樞機的屍體，而数名梵蒂冈守卫和警察也在过程中被绑架者杀死，不過最後兰登還是成功地救出了唯一倖存的樞機巴吉亞。
根据巴吉亞提供的線索，兰登和维多利亚一同找到绑架者的基地——離梵蒂岡僅咫尺之遙的聖天使堡，并与绑架者碰面。兰登从绑架者口中得知他們的下一個目標是帕特里克，遂和维多利亚迅速返回并试图通知帕特里克。過沒多久，和兰登、维多利亚碰面的绑架者死於汽車爆炸。兰登和维多利亚赶到时，恰好看见负责教皇安全的瑞士衛隊指挥官里奇举枪指着半躺在地上并被烙上烙印的帕特里克。几名侍卫目睹此景，便迅速开枪击毙了里奇，而兰登則取走從里奇手中掉出的一把钥匙。
此时离午夜已经不远了，四位樞機雖然救活了一個，但是反物質還是沒找到。帕特里克根據線索推斷和聖伯多祿有關，可能是藏在聖伯多祿的墓穴裡，於是众人前去墓穴所在的聖伯多祿大殿，果然在墓穴找到反物质。但离爆炸時間只剩不到五分钟，根本來不及換容器的新電池，情急之下，有飛行經驗的帕特里克将反物质带到直升机上，并将直升机從聖伯多祿廣場开到高空，自己則利用降落伞返回地面。反物质在梵蒂冈上空爆炸，在地面上掀起巨大的衝擊波。帕特里克落地后，聖伯多祿廣場上的人们为他鼓掌，并为他唱赞歌一致欢呼；樞機們在聽到廣場上群眾的歡呼後，商议推选帕特里克为新任教皇。
在樞機們商议的同时，兰登用里奇的钥匙开启了一个监视电脑，結果看到里奇和帕特里克談判的畫面。原来里奇早已看出帕特里克就是這一切事件的指使人，他假借光明會的名義，试图杀死教皇选举中几位重要的候选人，制造恐慌，并在最后时刻找出反物质，拯救梵蒂冈，进而讓自己出任教皇，达到他所謂团结并拯救天主教会的目的，而前任教宗也是他殺害的。於是兰登等人在樞機們商议时將這段畫面公開，帕特里克得知事跡败露，遂以自焚的方式结束自己的生命。之後教会選舉巴吉亞為新任教皇，而巴吉亞為了感謝兰登的幫忙，便將兰登之前想借而借不到的梵蒂岡藏書借給他，讓他能完成自己的新書創作。

## 角色
- 汤姆·汉克斯 飾 羅柏·蘭登（Robert Langdon）
- 艾葉蕾特·祖兒 飾 薇多利雅·威特拉（Vittoria Vetra）
- 伊旺·麥奎格 飾 派屈克·麥肯納教皇内侍（Pope's camerlengo Patrick McKenna）
- 史戴倫·史柯斯嘉 飾 里奇上尉（Commander Richter）
- 阿敏·穆勒-史托爾 飾 斯特勞斯樞機（Cardinal Strauss）
- 馬可·菲奧里尼（Marco Fiorini） 飾 巴吉亞樞機（Cardinal Baggia）/ Pope Luke I
- 艾亞·巴斯金（英语：Elya Baskin） 飾 彼得羅夫樞機（Cardinal Petrov）
- 托爾·林德哈特 飾 沙特朗（Chartrand）
- 科西莫·福斯科（英语：Cosimo Fusco） 飾 西麥神父（Father Simeon）
- 皮耶法蘭西斯柯·法維諾 飾 歐里維提指揮官（Inspector Olivetti）
- 尼古拉·雷·卡斯（英语：Nikolaj Lie Kaas） 飾 殺手（黑煞星）（Assassin）本片反派

## 制作

### 籌備
2003年新力與作者丹·布朗協商，與《達文西密碼》一同取得小說《天使與魔鬼》的電影版權。2006年5月，隨《達文西密碼》電影版上映，新力再次邀請編劇阿奇瓦·高斯曼來改編《天使與魔鬼》電影劇本。電影原先預訂2008年2月開拍，趕在年底12月上映，但正值2007年－2008年美國編劇協會大罷工，製片只好將檔期推延至2009年5月15日上映。編劇大衛·柯普於電影開拍前再度修改劇本。
導演朗·霍華將本片視為續集而非前傳，因為廣泛讀者多為拜讀過《達文西密碼》才進而接觸本作。他預設蘭登教授經過前次的解謎冒險，在這次成為更有自信的角色。比起《達文西密碼》，本作較少人熟知，因此導演改編故事起來更能得心應手。

### 改编
製片布萊恩·葛瑟提到他們在改編《達文西密碼》時有太多的「束縛」，導致結果變得「過度冗長且造作」。而在這次，「蘭登不會停下動作再發表言論，而會邊行動邊解說。」導演同意「有太多舊時傳統與現代的衝擊，當科技對上宗教。因此這些主題，這些想法將會更激化那些還活在過去的人，兩部作品本質上是完完全全地不同的風格。」
電影把小說故事段落重置，將歐洲核子研究組織作為開場序幕，且蘭登教授也沒前去參觀歐核中心。同時，由於歐核科學家的建議，修改了反物質的產生方式。根據科學家所說，丹·布朗書中所述的科技，得花上二十億年才有辦法創造出具爆炸威力的反物質。電影裡修改的劇情是用大型強子對撞機（首次啟動在2008年9月10日，丹·布朗寫小說時尚未存在）來創造出反物質。

### 配樂
漢斯·季默再度為本系列續集配樂，他選擇延伸「Chevaliers de Sangreal」這軌旋律，是《達文西密碼》的結尾作為蘭登的電影主題曲。小提琴家約夏·貝爾亦在本片原聲帶中演出。

## 评价
影評給予本片優劣綜合的評價，大多數影評認為比前作《達文西密碼》優良許多。知名評論網站爛番茄基於186篇評論，僅占39%的影評給予正面的評價，平均分數值10分得到5.1分。
爛番茄網站裡的「頂尖影評」統計，包含來自報章雜誌、廣播電視與網路的知名影評，基於當中31篇評論，影片整體得到負面曲線，接近35%的正面評價。
另一個知名評論網站Metacritic，基於論壇裡33篇影評，平均分數100分中僅拿到49分。

## 票房
《天使與魔鬼》全球首週開出1.52億美元的票房，包括美國和加拿大開出的4800萬美元。《達文西密碼》當年美國首週開出7100萬美元，但續集首映仍達到哥倫比亞電影公司4000至5000萬美元的票房預測，因為電影題材並不如前作受歡迎。本片是自從去年《印地安納瓊斯：水晶骷髏王國》後，再度全球大型規模同步映演。
台灣方面，首週四天票房為新台幣5500萬元；最終全台票房為新台幣1.47億元。
中国大陆因其题材较为敏感而并未在影院公开放映。
| 上一届： 《》 | 2009年美國週末票房冠軍 5月17日 | 下一届： 《》 |

## 外部連結
- 天使與魔鬼官方網站 （页面存档备份，存于）
- 互联网电影数据库（IMDb）上《天使与魔鬼》的资料（英文）
- 豆瓣电影上《天使与魔鬼》的資料 （简体中文）
- 爛番茄上《天使与魔鬼》的資料（英文）
- Box Office Mojo上《天使与魔鬼》的資料（英文）